# آسيا والمحيط الهادئ

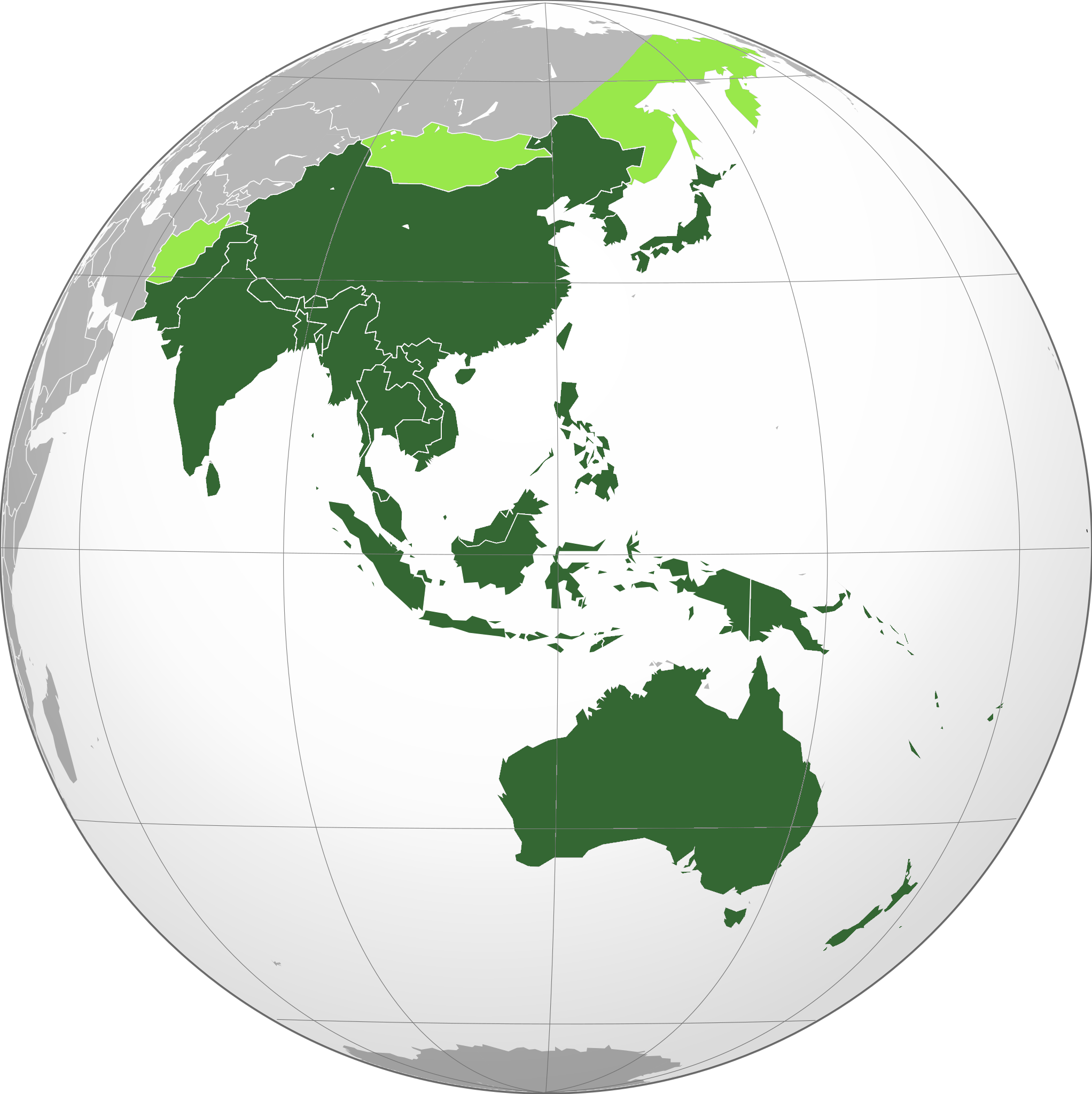
خارطة تظهر التعريف العام لمنطقة اسيا والمحيط الهادئ

منطقة آسيا والمحيط الهادئ هي جزء من العالم يقع غرب المحيط الهادئ. المنطقة تختلف في الحجم بالاعتماد على السياق الذي يعتبر ضمنها، ولكن وبشكل اساسي فهي تشمل معظم شرق آسيا، جنوب آسيا، جنوب شرق آسيا واوقيانوسيا.
المصطلح قد يشمل روسيا (بالجزء الشمالي من المحيط الهادئ وبلدان الامريكتين التي تقع على الساحل في شرق المحيط الهادئ؛ منتدى التعاون الاقتصادي لدول آسيا والمحيط الهادئ مثلا يشمل تشيلي، كندا، روسيا، المكسيك، البيرو والولايات المتحدة. 
وبدلا من ذلك، يشمل المصطلح احيانا جميع دول آسيا وأسترالاسيا مع الدول الجزر في المحيط الهادئ - على سبيل المثال عند تقسم العالم إلى اقاليم كبيرة للأغراض التجارية (مثلا الامريكتين أو منطقة أوروبا وأفريقيا والشرق الأوسط EMEA).
بصورة عامة يظهر انه لا يوجد تعريف واضح لمنطقة اسيا والمحيط الهادئ والمناطق المشمولة بها تتغير بحسب السياق.

## المناطق المكونة
يشمل اقليم اسيا والمحيط الهادئ بصورة عامة:
آسيان +3 / تجمع شرق آسيا
- بروناي
- كمبوديا
- اندونيسيا
- لاوس
- ماليزيا
- ميانمار
- الفلبين
- سنغافورة
- تايلند
- فيتنام
- تيمور الشرقية
- تيمور الغربية
- سريلانكا
- الهند
- بنغلاديش
- باكستان
- تايوان
- الصين
- هونغ كونغ (الصين)
- ماكاو (الصين)
- اليابان
- كوريا الجنوبية

منتدى جزر المحيط الهادئ